# Encyocrates raffrayi
Encyocrates raffrayi là một loài nhện trong họ Theraphosidae.
Loài này thuộc chi Encyocrates. Encyocrates raffrayi được Eugène Simon miêu tả năm 1892.